# Rot an der Rot
Rot an der Rot è un comune tedesco di 4 565 abitanti situato nel land del Baden-Württemberg.